# Tegenaria talyshica
Tegenaria talyshica là một loài nhện trong họ Agelenidae.
Loài này thuộc chi Tegenaria. Tegenaria talyshica được miêu tả năm 2005 bởi Guseinov, Marusik và Koponen, 2005.